# 阿姆斯特朗-惠特沃斯
阿姆斯特朗-惠特沃斯（英語：Armstrong Whitworth），是20世纪早期英国一家主要的制造公司。其总部设在泰恩河畔纽卡斯尔，主要制造武器、船、鐵路機車、汽车和飞机。其前身為1847年由威廉·阿姆斯特朗，第一代阿姆斯特朗男爵成立的W·G·阿姆斯特朗公司，擁有在艾爾斯威克的工厂，专门建造液压机械、吊车还有桥梁，其後開始制造阿姆斯特朗大砲。
1882年W·G·阿姆斯特朗公司與造船廠查爾斯·米切爾公司（英語：Charles Mitchell & Co.）合併，成為阿姆斯特朗-米切爾公司（英語：Armstrong Mitchell & Company）。它於1887年與惠特沃斯公司合併，成為阿姆斯特朗-惠特沃斯公司，擴展業務製造汽車與卡車。

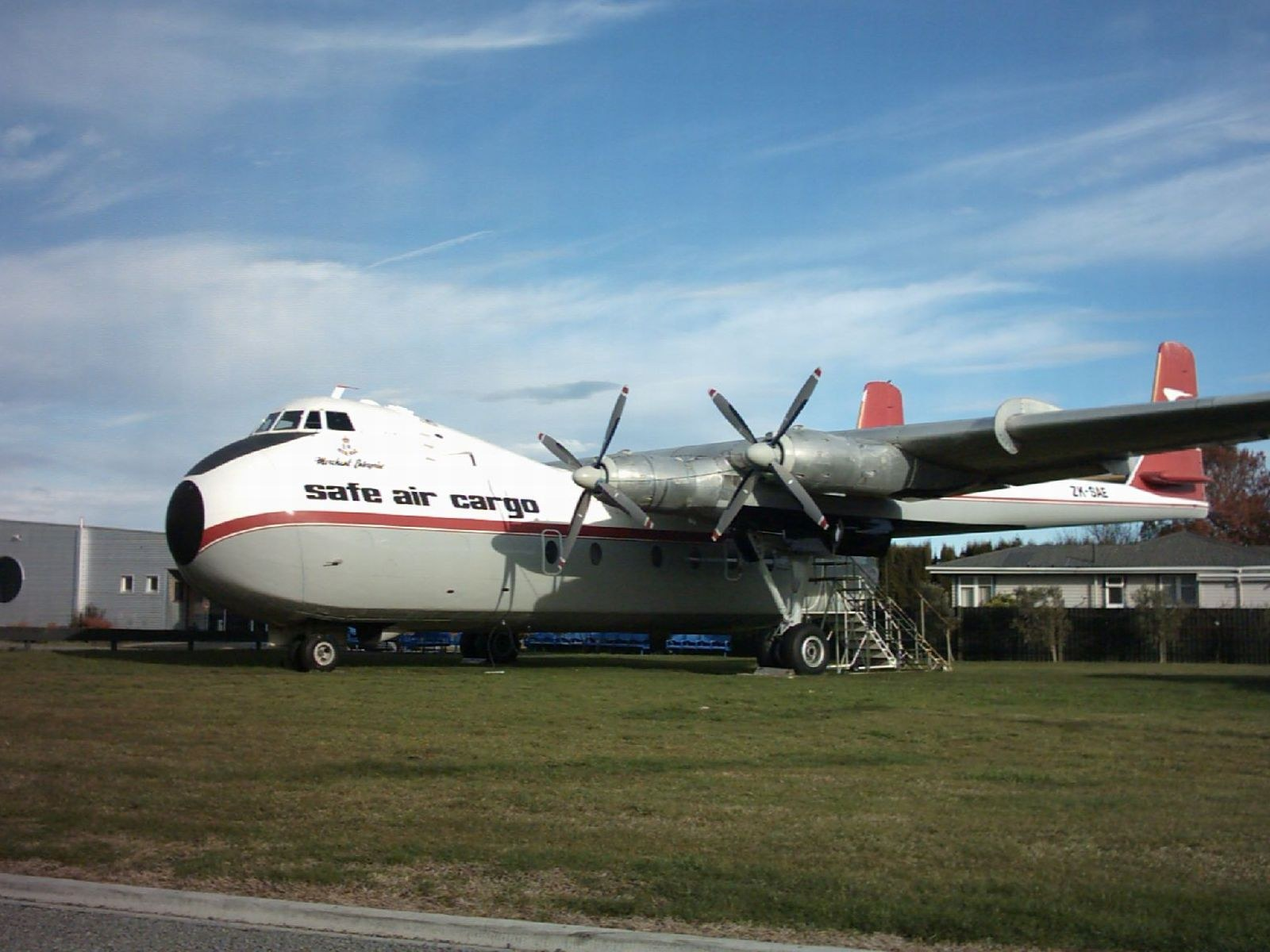
AW660大商船運輸機

1970年代後旗下基本業務陸續結束，最後解散。